# Marjorie Mapp
Marjorie Mapp (* um 1930, verheiratete Marjorie Doan) ist eine kanadische Badmintonspielerin. 

## Karriere
Marjorie Mapp gewann 1949 den kanadischen Titel im Dameneinzel, nachdem sie im Jahr zuvor sowohl im Einzel als auch im Doppel im Finale unterlegen war. 1952 erkämpfte sie sich einen weiteren Titel im Dameneinzel.

## Sportliche Erfolge
| Saison | Veranstaltung                 | Disziplin   | Platz | Name                          |
| ------ | ----------------------------- | ----------- | ----- | ----------------------------- |
| 1948   | Kanada: Einzelmeisterschaften | Dameneinzel | 2     | Marjorie Mapp                 |
| 1948   | Kanada: Einzelmeisterschaften | Damendoppel | 2     | Marjorie Mapp / Joan Hennessy |
| 1949   | Kanada: Einzelmeisterschaften | Dameneinzel | 1     | Marjorie Mapp                 |
| 1952   | Kanada: Einzelmeisterschaften | Dameneinzel | 1     | Marjorie Mapp                 |

## Referenzen
- badmintonquebec.com (Memento vom 25. April 2012 im Internet Archive)

| Personendaten    | Personendaten                 |
| ---------------- | ----------------------------- |
| NAME             | Mapp, Marjorie                |
| ALTERNATIVNAMEN  | Doan, Marjorie                |
| KURZBESCHREIBUNG | kanadische Badmintonspielerin |
| GEBURTSDATUM     | um 1930                       |